# Matija Murko

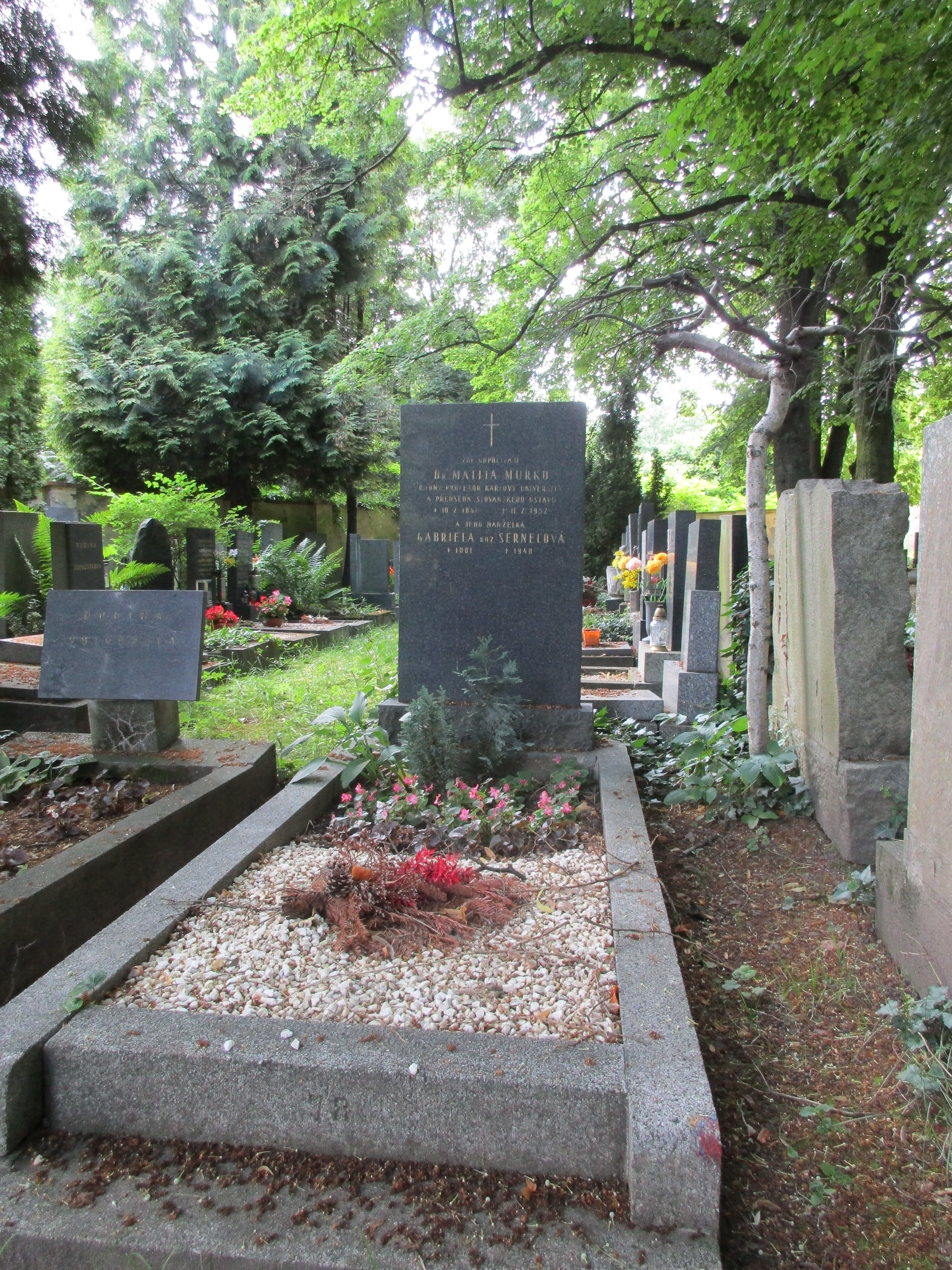
Hrob Matiji Murka (na hřbitově ve Vokovicích)

Matija Murko známý také jako Mathias Murko (10. února 1861 Drstelja – 11. února 1952 Praha) byl slovinský literární historik, etnolog, slavista a redaktor.

## Životopis

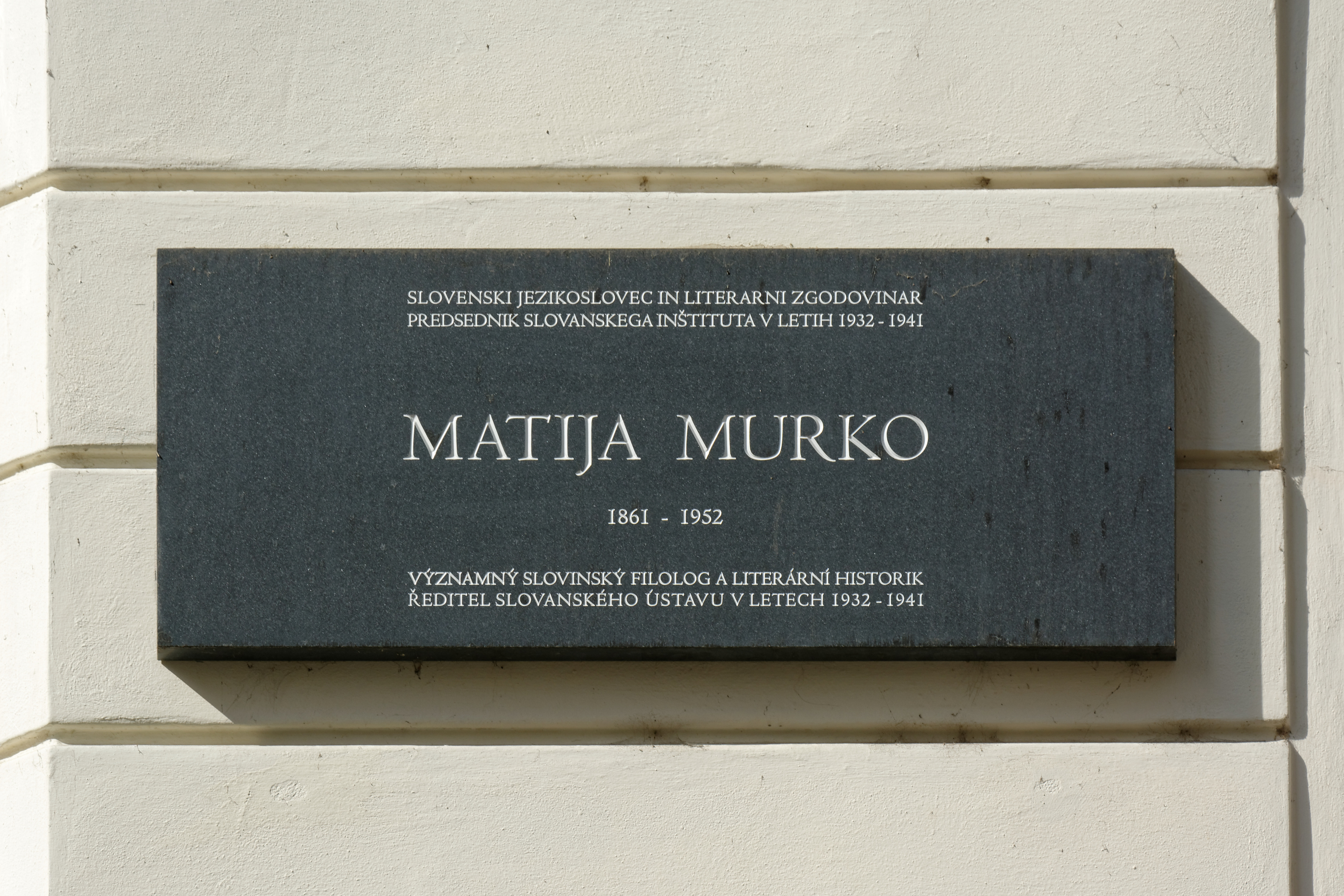
Pamětní deska Matija Murka v Praze na Starém Městě (Valentinská čp. 91)

Matija Murko, syn nevýznamného rolníka ze severovýchodního Slovinska navštěvoval základní školu v Drstniku a v Ptuji, kde navštěvoval také nižší stupeň klasického gymnázia. Vyšší stupeň navštěvoval v Mariboru. V roce 1880 nastoupil na Vídeňskou univerzitu, kde studoval germanistiku a slavistiku. Sblížil se se svým profesorem Miklošičem, kterému v jeho posledních letech pomáhal ve vědecké práci. Proti Miklošičovým vědeckým názorům směřovaly útoky chorvatské publicistiky, a tak Murko své první vystoupení Miklošič in Hrvati věnoval právě obhajobě učitele.
V roce 1885 složil Murko s výborným prospěchem (per vota unanimia cum applausu) obě rigoróza, hlavní z germanistiky 10. srpna 1885, ze slavistiky 19. října 1885 a 8. října 1886 byl promován doktorem filozofie.
V roce 1887 odjel na studijní cestu do Moskvy.
Jako skutečně jedinečný Miklošičevičův žák začal roku 1880 rozšiřovat práci svého učitele. Nepochybně mu pomohlo studium germanistiky – jeho první práce byla z oblasti německé filozofie a nejspíš právě potíže s německými lingvisty, na které při práci narážel, jej přivedly k tomu, aby se plně oddal studiu slavistiky. Jeho práce na téma enklitika ve slovinštině, na které pracoval pod vedením Miklosiče, byla zlomovým okamžikem, v němž se definitivně rozloučil se studiem germanistiky (nikoli však s jejími metodami a kritérii). Poté spolupracoval s Miklosičem na jeho publikacích. Po Miklošičevičově odchodu do důchodu byl vtáhnut do vědeckého bádání Vatroslava Jagiče, který rezolutně odmítal úzkou specializaci mezi mladými slavisty. S Jagičovou pomocí získal v roce 1887 cestovní stipendium a odjel do Ruska studovat ruštinu a ruskou literaturu. Život v Rusku jej obohatil jak po stránce vědomostní, tak lidské. Seznámil se s Alexandrem Veselovskym, který měl významný vliv na jeho studium historie literatury a folklóru.
Po návratu z Moskvy do Vídně se stal v roce 1897 docentem slovanské filologie na Filozofické fakultě Vídeňské univerzity. V roce 1902 byl jmenován řádným profesorem slovanské filologie na univerzitě v Grazu, kde působil patnáct let. Od roku 1917 působil několik let na filozofické fakultě v Lipsku.
Matija Murko byl prvním profesorem jihoslovanských jazyků a literatury na Filozofické fakultě Karlovy univerzity v Praze (v letech 1920–1931). Nástupní přednášku „O předchůdcích ilyrismu“ přednesl 23. října 1920.
Murko byl jedním ze zakladatelů Slovanského ústavu, který se utvářel v letech 1932–1941 a kterému jako druhý předsedal. Slovanský ústav se pod jeho vedením stal významným vědeckým pracovištěm a centrem vědeckého života.
Matija Murko patřil k poslední generaci „renesančních“ slavistů, jakým byl např. v 19. století Pavel Josef Šafařík nebo Murkův předchůdce, první předseda Slovanského ústavu Lubor Niederle. Murko jako všestranná osobnost přispěl do celé řady vědních oborů (lingvistika, literární věda, etnologie, folkloristika) a byl také organizátorem vědecké práce a pedagogem.
Matija Murko pracoval s plným vědomím svých velkých fyzických sil, bystré mysli, čilého temperamentu a zdravých ambic po déle než půl století v nejvýznamnějších centrech slovanských studií ve střední Evropě. Murkovo dílo je odkazem jeho dalekosáhlého a neutuchajícího ducha.

## Vědecké práce
Publicistické a vědecké práce začal psát a publikovat již jako student a psal až do konce svého života. Murkovo poslední dílo Spomeniki (1951) vyšlo rok po jeho úmrtí u Slovinské matice v Lublani a bylo poté přeloženo do slovinštiny. Neocenitelný je Murkův příspěvek spisy z oblasti literární historie a etnologie a jeho filologická pojednání.
Byl redaktorem časopisu Slavia. V prvním čísle I. ročníku tohoto časopisu pro slovanskou filologii formuloval své názory o pojetí slavistiky. Časopis založil společně s  lingvistou a indoevropeistou Oldřichem Hujerem. Vydávali ho v letech 1922–1939 a dodnes vychází ve Slovanském ústavu.

## Seznam děl přeložených do českého jazyka
- Murkova epocha slovanské filologie (2003)
- Matija Murko v myšlenkovém kontextu evropské slavistiky: sborník studií (2005)
- Bibliografický soupis literární činnosti prof. M. Murka (1931)
- Rozpravy z oboru slovanské filologie (1937)
- Dobrozdáni o návrhu Rukověti slovanske filologie (1925)